# Szpital św. Wincenta à Paulo
Szpital św. Wincenta à Paulo (hebr. סנט וינסנט דה פול; nazywany także Francuski Szpital) – szpital położony w mieście Nazaret na północy Izraela.

## Historia
W 1625 roku we Francji powstało katolickie zgromadzenie misyjne lazarystów. Gdy zakonnicy tego zgromadzenia przybyli do Palestyny, utworzyli w Nazarecie szpital nazwany na cześć św. Wincenta à Paulo.